# FHSS
FHSS (ang. Frequency-Hopping Spread Spectrum) – metoda rozpraszania widma w systemach szerokopasmowych. W tłumaczeniu wprost jest to „skakanie” sygnału po częstotliwościach w kolejnych odstępach czasu, w dostępnym widmie (paśmie).
Można wyróżnić dwie podstawowe odmiany tej metody: F-FHSS (Fast-FHSS) i S-FHSS (Slow-FHSS). W wersji F-FHSS zmiana częstotliwości następuje kilkukrotnie w czasie trwania bitu. W wersji S-FHSS czas trwania bitu jest krótszy (lub równy) czasowi przebywania na danej częstotliwości.
Przykładem może być tutaj sieć GSM, która pozwala na wykorzystanie FHSS do zmniejszenia ryzyka zakłócania sygnału transmitowanego pomiędzy nadawcą a stacją bazową (BTS).

## Zasada działania FHSS
Mechanizm FHSS umożliwia w prosty sposób jednoczesną pracę wielu systemów łączności w tym samym paśmie częstotliwości. Jednocześnie zapewnia równomierne rozłożenie obciążenia w nośniku. Zasada działania przeskoku częstotliwości (ang. frequency hopping) polega na tym, że zarówno nadajnik, jak i odbiornik zmieniają w określonych cyklach częstotliwość nośną.
Specyfikacja IEEE 802.11 przewiduje dla FHSS do 79 niepokrywających się pasm częstotliwości, każde o szerokości 1 MHz. Pasma te podzielone są na trzy grupy, każda o 26 wzorach. Kolejność częstotliwości wynika z pewnej sekwencji bazowej, która odpowiada pseudolosowemu łańcuchowi w przedziale 0–78.
Minimalny przeskok częstotliwości wynosi sześć kanałów. Jeżeli sekwencja bazowa wynosi np.
{\displaystyle b[i]=0,1,2,\dots ,54,\dots ,78,}
częstotliwość transmisji sekwencji bazowej wynosi wówczas:
{\displaystyle f_{0}(i)=2402+b[i].}
Częstotliwość transmisji {\displaystyle k}-tego wzoru obliczona na podstawie tej sekwencji bazowej ma postać:
{\displaystyle f_{k}(i)=2402+(b[i]+k)\mod 79.}
W krajach o ograniczonej szerokości pasm ISM (Japonia, Francja, Hiszpania) możliwa gęstość pracujących urządzeń spada wraz z liczbą dostępnych pasm częstotliwości.

### Format ramki
Ramka składa się z preambuły, nagłówka i właściwych danych użytecznych:
- Preambuła – składa się z następujących ciągów bitowych:
  - pierwsze 80 bitów służy głównie do rozpoznania sygnału,
  - kolejne 16 bitów – frame delimiter – do synchronizacji.
- Nagłówek (ang. header):
  - rozpoczyna się 12-bitowym słowem length (PLW), które zawiera informacje o długości pakietów w bitach,
  - kolejny element to 4-bitowy singnaling fidel (PSF), który zawiera informacje o pożądanej prędkość transmisji,
  - nagłówek zamyka header error check o długości 16 bitów, obliczonych na podstawie CRC.
- Właściwe dane użyteczne.

Preambuła i nagłówek przesyłane są zasadniczo z szybkością 1 Mb/s, podczas gdy szybkość transmisji pakietów danych może wynosić 1 lub 2 Mb/s. Pierwotny standard IEEE 802.11 z 1997 roku przewidywał szybkość 1 Mb/s dla wszystkich urządzeń. Dopiero później dopisano 2 Mb/s jako opcje. Zwiększenie szybkości transmisji wynika z wielopoziomowej modyfikacji pierwotnej modulacji GFSK. Podwaja ona szybkość poprzez zastosowanie kodowania dwóch bitów na symbol.
Odmianą systemu FHSS jest metoda AFH (ang. Adaptive Frequency-Hopping spread spectrum), stosowana w technologii Bluetooth. Przełączanie sygnału z bardziej używanych częstotliwości na mniej zajęte pozwala na zmniejszenie prawdopodobieństwa wystąpienia zakłóceń spowodowanych przez interferencje, generowane przez fale radiowe, emitowane przez inne nadajniki.

## Historia
Pierwsze wzmianki o możliwości powstania systemu komunikacji szerokopasmowej pojawiły się na początku XX w., w książce pioniera radiofonii Jonathana Zanecka. Pionierami w jej zastosowaniu byli Niemcy, którzy wykorzystali go na niewielką skalę przeciwko Brytyjczykom w czasie I wojny światowej. W okresie międzywojennym pomysły stworzenia systemu przedstawili m.in. pracujący dla polskiego wywiadu inż. Leonard Danilewicz i Willem Broertjes, który otrzymał na niego patent US 1,869,659 w 1932 roku.
Podczas II wojny światowej w US Army Signal Corps wynaleziono tajny system komunikacji zwany SIGSALY, który w działaniu wykorzystywał sygnał szerokopasmowy. Najbardziej znany patent, dotyczący systemu komunikacji szerokopasmowej, należy do aktorki Hedy Lamarr i kompozytora Georga Antheila. Ich zamiarem było stworzenie sterowanej radiowo, odpornej na zakłócenia torpedy. W tym celu postanowili wykorzystać metodę, w której sygnał sterujący torpedami można nadawać nie na jednej, lecz na kilku częstotliwościach przełączając je w regularnych odstępach czasu, zarówno w odbiorniku, jak i w nadajniku. Synchronizacja miała być zapewniona przy pomocy kart perforowanych. Wykorzystali system analogiczny do stosowanego w sterowanej papierowymi kartami dziurkowanymi pianoli. Uzyskali na to patent US 2,292,387 w 1942 r. Pomysł okazał się trudny do zrealizowania; do dziś nie wprowadzono do użycia torped sterowanych drogą radiową z uwagi na problemy z propagacją fal radiowych w wodzie. Patent został utajniony do lat 80. XX wieku. W połowie lat 50. XX wieku armia amerykańska zaczęła praktyczną realizację tego pomysłu, lecz z innym przeznaczeniem.